# کلیسای کشتی غرق شده سنت پائول
کلیسای دانشگاهی کشتی غرق شده سنت پائول که به سادگی کلیسای کشتی غرق شده نیز شناخته می‌شود، یک کلیسای محلی کاتولیک رومی در والتا، مالت است. این بنا، یکی از قدیمی‌ترین کلیساهای والتا است.

## تاریخچه
سنت پولس رسول پدر معنوی مالتی‌ها در نظر گرفته می‌شود. روایت غرق شدن کشتی او در مالت در عهد جدید شرح داده شده است (اعمال رسولان ۲۸، 1). : V 
ریشه این کلیسا به دهه ۱۵۷۰ می‌رسد، چنان‌که گیرولامو کسار طراحی آن را پذیرفت و در دسامبر ۱۵۸۲ ساخت بنا تکمیل شد. این کلیسا به پدران یسوعی واگذار شد و کلیسای جدیدی در سال ۱۶۳۹ راه اندازی شد. نمای کلیسا در سال ۱۸۸۵ بر اساس طرح نیکلاس زامیت بازسازی شد.  : ۶ 
ساختمان کلیسا در فهرست فهرست ملی اموال فرهنگی جزایر مالت ثبت شده است.
در سال ۲۰۲۴، ساختمان کلیسا در بخشی از فصل ۲۸ سریال بچلر نمایش داده شد.